# Mariano Moroni
Mariano Moroni (Nereto, 7 dicembre 1954) è un artista italiano, architetto e designer, attivo nei diversi campi dell'espressione visiva (pittura, scultura, architettura, disegno industriale, grafica).

## Biografia
Frequenta il liceo artistico di Pescara, dove incontra docenti come Ettore Spalletti e Franco Summa. Nel 1977 si laurea in architettura e l'anno successivo ottiene l'abilitazione professionale al Politecnico di Milano.
Apre uno studio occupandosi di pittura, grafica pubblicitaria, interior design e progettazione architettonica. Come architetto cura la realizzazione di edifici residenziali, produttivi e commerciali, riconoscibile per l'"armonia delle chiare forme architettoniche", ottenendo anche importanti riconoscimenti.
Alla fine degli anni novanta la sua ricerca artistica si muove dal post-informale all'arte povera e concettuale realizzando opere incentrate sugli oggetti prodotti dall'industria che per Moroni si attuano nella dimensione installativa, con la "logica ispiratrice dell'inglobare nelle tele il materiale di scarto ottenendo una sorta di anomalo altorilievo" creando un paesaggio fantascientifico dalle spazialità tridimensionali. Opera anche come consulente di aziende di design. Dal 2000 collabora con l'azienda Cordivari, per la quale progetta termoarredi, allestimenti fieristici e opere d'arte; insieme a Cordivari Design progetta il radiatore d'arredo Giuly che si aggiudica nel 2014 il premio internazionale IF design product award.
Nel 2002, è tra i dieci selezionati nell'ambito del concorso nazionale "Ho un'idea addosso" indetto dal museo Peggy Guggenheim Collection di Venezia. La scultura Scarpe rosse (2005), viene esposta al PAC (Padiglione d'arte contemporanea) di Milano nell'ambito della mostra "Nuovi pittori della realtà" (2007), a cura di Vittorio Sgarbi; la stessa opera verrà acquistata dalla Hogan di Milano.
Nel 2009 sue sculture vengono esposte dai Fratelli Guzzini all'evento milanese "Re-Nature" e nel 2011 l'opera "Italia", realizzata con prodotti della stessa azienda nei colori bianco verde e rosso su specchio, viene esposta al Museo dell'Ara Pacis, nella mostra Il palazzo della Farnesina e le sue collezioni con altri capolavori del design italiano. Nello stesso anno è invitato al Padiglione Italia della Biennale di Venezia partecipando con la scultura "Il tavolo delle Concert-Azioni", assemblaggio di chitarre, bicchieri e altri materiali su struttura in legno. Sempre nel 2011 viene allestita la mostra personale "Le cose oltre le cose" presso Villa Bertelli a Forte dei Marmi, a cura di Vincenzo Centorame e di Enrico Mattei; nell'ambito dello stesso evento crea l'installazione urbana "Sign" collocata nel giardino, sull'asse tra il "Fortino" e l'antico pontile, costituita da 51 bolle rosse, disposte a disegnare una freccia, opera poi donata al comune.
Nel 2014 è tra i premiati della 65ª edizione del Premio Michetti.

## Premi
- 1997: premio del Ministero dei beni culturali, "Omaggio a Remo Brindisi", Ferrara
- 2000: primo premio per la pittura al 44º salone internazionale d'arte, Béziers (Francia)
- 2002: 
  - primo classificato all'11º salone internazionale d'arte, Barcellona (Spagna)
  - premio della giuria al concorso nazionale "Ho un'idea addosso", del museo Peggy Guggenheim Collection, palazzo Venier dei Leoni, Venezia
  - premio della giuria alla 2ª biennale internazionale d'arte di Vilassar del Mar, Barcellona
- 2003:
  - vincitore XI concorso "Sistema D'Autore", sezione serramenti[3]
- 2014:
  - menzione speciale della giuria per Alimento dell'anima, 65ª edizione del premio Michetti, Francavilla al Mare, provincia di Chieti[20]
  - insieme a Cordivari Design vince il premio internazionale "IF Design Product Award" per il radiatore Giuly. Monaco di Baviera, Germania.